# KPPP
KPPP は KDE システム用のモデムとインタネットダイヤラーであり、名前は "KDE Point-to-Point Protocol" の略である。

## 特徴
KPPP は一般にモデムや電話線を通してインターネットサービスプロバイダに接続するのに使われる。また PPP プロトコルが必要な他の状況でも使われる。pppd デーモンのグラフィカルフロントエンドであり、非技術者が KDE システムを使って家からインターネットに接続するのが簡単になるように設計されている。
KPPP には以下の機能がある。
- 電話のアカウント：電話料金の管理に役立つ
- ネットワーク設定：DNS や IPアドレスなど
- モデムの設定：音量やデバイスの場所（例えば、/dev/modem）
- 接続を通して受信したパッケージや送信したパッケージのグラフをプロットする。
- データの送受信を示す、点滅するランプを表示するトレイアイコンを提供する。

## スナップショットギャラリー

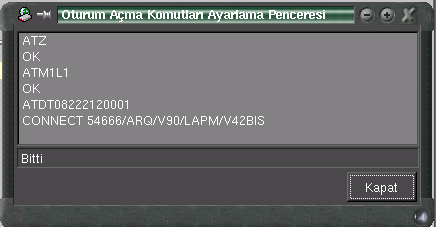
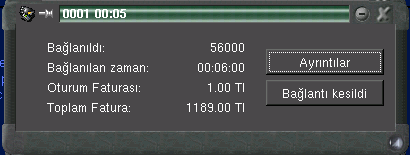
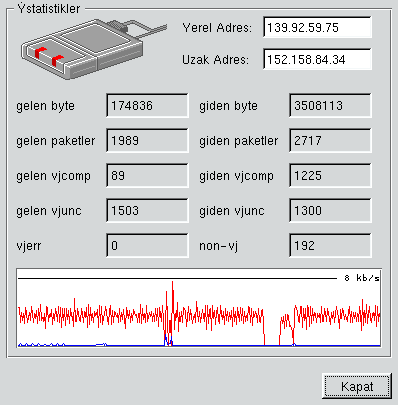